# Кудрявцево (Московская область)
Кудрявцево — деревня в Коломенском городском округе Московской области в составе Биорковского сельского поселения.

## География
Расположено на юго-западе района, у границы с Городским округом Озёры, в 14 км от Коломны, высота над уровнем моря 166 м.
Ближайшие селения: Большое Карасёво в 2,2 км на северо-восток, Бузуково в 3 км на север и Большое Уварово Озёрского района в 4,5 км на юг.

## Население
| 2002 | 2006 | 2010 |
| ---- | ---- | ---- |
| 9    | ↗14  | ↘11  |

## Транспорт
Вблизи деревни платформа Кудрявцево Озёрской ветки Рязанского направления Московской железной дороги.